# Ceutorhynchus fennicus
Ceutorhynchus fennicus är en skalbaggsart som beskrevs av Johannes Faust 1895. Ceutorhynchus fennicus ingår i släktet Ceutorhynchus, och familjen vivlar. Arten är reproducerande i Sverige.